# Aartsbisdom Pointe-Noire

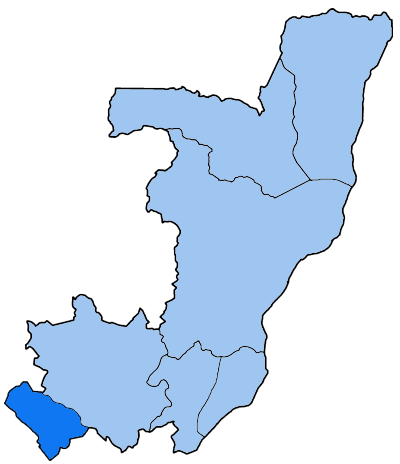
Bisdom Pointe-Noire binnen Congo-Brazzaville

Het aartsbisdom Pointe-Noire (Latijn: Archidioecesis Nigrirostrensis) is een rooms-katholiek aartsbisdom in de Congo-Brazzaville. Het bisdom telt een totale bevolking van 1.622.000 waarvan 59% katholiek is, en heeft een oppervlakte van 13.500 km². In 2019 bestond het bisdom uit 35 parochies. De huidige aartsbisschop van Pointe-Noire is Miguel Ángel Olaverri Arroniz, S.D.B..
Het heeft twee suffragane bisdommen:
- Bisdom Dolisie
- Bisdom Nkayi

## Geschiedenis
- 14 oktober 1890: Oprichting als apostolisch vicariaat Neder Frans Congo uit delen van het apostolisch vicariaat Frans Congo
- 22 april 1907: Hernoemd tot apostolisch vicariaat Loango
- 20 januari 1949: Hernoemd tot apostolisch vicariaat Pointe-Noire
- 14 september 1955: Verheffing tot bisdom Pointe-Noire
- 5 december 1983: Gebied verloren na oprichting bisdom Nkayi
- 30 mei 2020: Verheffing tot aartsbisdom

## Speciale kerken
De kathedraal van het aartsbisdom Pointe-Noire is de Cathédrale Notre-Dame in Pointe-Noire.

## Leiderschap
- Apostolisch vicaris van Neder Frans Congo
  - Bisschop Antoine-Marie-Hippolyte Carrie (14 oktober 1890 – november 1903)
- Apostolisch vicaris van Loango
  - Bisschop Louis-Jean-Joseph Derouet (2 januari 1907 – 4 maart 1914)
  - Bisschop Léon-Charles-Joseph Girod (13 januari 1915 – 13 december 1919)
  - Bisschop Henri Friteau (22 maart 1922 – 4 april 1946)
- Apostolisch vicaris van Pointe-Noire
  - Bisschop Jean-Baptiste Fauret (13 februari 1947 – 14 september 1955)
- Bisschop van Pointe-Noire
  - Bisschop Jean-Baptiste Fauret (14 september 1955 – 5 juni 1975)
  - Bisschop Godefroy-Emile Mpwati (5 juni 1975 – 1 september 1988)
  - Bisschop Georges-Firmin Singha (1 september 1988 – 18 augustus 1993)
  - Bisschop Jean-Claude Makaya Loembe (19 december 1994 - 31 maart 2011)
  - Bisschop Miguel Ángel Olaverri Arroniz, S.D.B. (22 februari 2013 - )